# Warren Cann
Warren Cann (Victoria, 20 maggio 1950) è un batterista, compositore e produttore discografico canadese, componente storico degli Ultravox, nei quali è stato batterista, seconda voce e programmatore di batteria e sintetizzatore, nonché principale compositore di molti pezzi (soprattutto insieme a Billy Currie).L'uso della batteria elettronica, spesso utilizzata in quel periodo dai gruppi new wave, lo vide tra gli alfieri del genere con un proprio personale stile che alternava con la batteria acustica.

## Biografia
Warren Cann nasce a Victoria, in Canada il 20 maggio 1950 da genitori inglesi. Si trasferisce in Inghilterra da ragazzo, dove inizia a suonare la batteria in diversi progetti punk. 

## Ultravox
Nel 1973 fonda gli Ultravox insieme a John Foxx, Chris Cross e Stevie Shears. Billy Currie si aggiungerà al gruppo l'anno successivo. 
Dopo la prima era (1973-1979) guidata principalmente da John Foxx, dopo l'abbandono di quest'ultimo (e di Robin Simon, che aveva sostituito Shears) gli altri membri del gruppo iniziarono a discutere sul da farsi. In questa fase, contrariamente a quanto molti pensano dando il merito al futuro cantante Midge Ure, fu Warren Cann a prendere in mano le redini del gruppo: fu sua l'idea che il gruppo dovesse prendere una nuova direzione, meno post-punk e più new-wave, basata principalmente sulle tastiere e i sintetizzatori. Gli altri membri (Currie e Cross) diedero il pieno appoggio, così in una prima sessione (mentre Currie era impegnato con i Visage) Cross e Cann buttarono giù le musiche di New Europeans e All Stood Still, entrambe basate su un riff di Cross: avevano una chitarra, una tastiera e un sintetizzatore per le sequenze di basso (programmato da Cann ma suonato da Cross). Cann, per conto suo, scrisse ben sei testi (tra cui quelli delle canzoni sopracitate), compose la intera Mr.X e mise giù le prime basi per Sleepwalk, Passing Strangers e il grande classico Vienna. In seguito, quando si ritrovarono in gruppo, Currie porto le prime idee per Private Lives e, quando nel gruppo entrò ufficialmente Midge Ure come cantante e chitarrista, anche per la strumentale Astradyne e la sperimentale Western Promise. Midge Ure, dal canto suo, scrisse il testo di quest'ultimo pezzo e successivamente di Vienna.

Oltre alla batteria, Cann suona i sintetizzatori e la chitarra, ed è un'abile seconda voce. Gli è stato chiesto in un'intervista se il gruppo avesse mai pensato a lui come nuovo cantante dopo l'abbandono di Foxx: Cann ha negato, ma nonostante ciò la sua voce può essere ascoltata in numerosi brani del gruppo, caratterizzata da un tono molto profondo e appartenente al registro basso, anche se in alcune occasioni ha raggiunto tonalità più alte (ad esempio nei cori di Vienna, Passing Strangers, Your Name (Has Sleeped My Mind Again), Reap The Wild Wind e We Came To Dance, oppure nel ritornello di Rage In Eden nel quale ha prestato la voce solista). Oltre ad essere la seconda voce del gruppo (insieme a Chris Cross e, raramente, Billy Currie) egli ha prestato anche la voce solista nei brani Mr.X, Paths And Angles, Break Your Back, The Thin Wall (ritornello e voce p pre-ritornelloel refrain), Stranger Within (in alternanza con Ure), Rage In Eden (ritornello), The Voice (coro del ritornello, insieme a Cross) e We Came To Dance (voce parlata nel bridge), ed è il principale compositore di numerosi brani della band.

### Abbandono e reunion del gruppo
Warren Cann lascia gli Ultravox a seguito ad incomprensioni con Midge Ure, e punti di vista differenti rispetto al resto della band. Diversi anni dopo la sua uscita dal gruppo, Midge Ure ha dichiarato in un'intervista di essersi profondamente pentito del suo comportamento nei confronti di Cann, definendo il suo licenziamento come ingiusto e ingiustificato, frutto di miseri disaccordi e tensioni mal riposte a causa del troppo successo, ed è stato come "tagliare la vena giugulare della band", causando il successivo fallimento e scioglimento del gruppo; a seguito della riunione del 2008, che ha ricostituito la band originale con tutti gli storici componenti, Ure ha dichiarato di essere felice di aver potuto finalmente rivederlo e abbracciarlo dopo 23 anni. Il tastierista Billy Currie ha speso parole positive nei confronti del batterista, ricordando comunque che Warren è il membro del gruppo a cui era ed è più legato, e dicendo di sentirsi anche lui in parte responsabile del suo licenziamento dal gruppo nonostante non fosse del tutto d'accordo. Anche il bassista Chris Cross ha dichiarato di non essere stato pienamente d'accordo con il suo licenziamento, nonostante anche lui come gli altri avesse "votato" a favore. 
Cann prende parte insieme al resto del gruppo alle registrazioni dell'album Brilliant, ma questa volta non firmerà canzoni in maniera ufficiale, seppure Currie e Ure hanno dichiarato che Warren ha dato diversi consigli su alcune melodie, tra cui Hello, Live, Brilliant e Satellite.
Nel 2014, dopo il termine del Brilliant Tour degli Ultravox, Warren Cann si ritira a vita privata per stare con la sua famiglia, seppur il suo ritiro non è stato mai ufficiale.
Vive in California e si occupa della cura e adozione di cani, insieme a sua moglie Alison. 

## Vita privata
È nato a Victoria, nella Columbia Britannica, da genitori inglesi.
Si è sposato con Alison il 19 Agosto 1995, dopo essersi trasferiti a Los Angeles dove attualmente vivono.
Il membro degli Ultravox a cui è più legato è Billy Currie, oltre ad essere l'unico con cui si è incontrato alcune volte dopo la sua uscita dal gruppo nel 1986. I due si sono persi di vista dopo il trasferimento di Warren a Los Angeles, a causa anche di alcuni rancori di quest'ultimo, per poi risentirsi negli anni 2000 prima della reunion.